# Bonifacio del Carril
Bonifacio del Carril (Buenos Aires 1911 - ibidem, 1994) est un homme politique, avocat, professeur de droit, diplomate, historien, traducteur et historien de l’art argentin.
Doté d’un doctorat en droit, il se lança d’abord dans la carrière d’enseignant, tout en menant parallèlement une activité d’avocat, notamment pour le compte de quelques grandes entreprises, puis, plus tard, de juge, siégeant en particulier, dans la décennie 1970, à la Cour suprême de justice de son pays. 
Cependant, il devait bientôt s’engager en politique, choisissant le camp de la droite conservatrice. Ayant pris part au coup d’État de 1943, il rejoignit l’aile conservatrice du nouveau pouvoir, opposée à la politique ouvriériste de Perón. Il conspira contre celui-ci en 1955 et joua un rôle actif dans le coup d’État de septembre 1955 qui mit fin au gouvernement péroniste. Il devient ministre des Affaires étrangères sous le président Guido en 1962, puis ambassadeur d’Argentine auprès des Nations unies, auquel titre il obtint en 1965 une victoire diplomatique avec une résolution favorable à l’Argentine dans la question des Malouines. 
On lui doit par ailleurs de nombreux ouvrages de politique, d’histoire et sur l’art pictural en Argentine.

## Biographie
Sorti licencié en droit de l’université de Buenos Aires dès l’âge de 20 ans, après avoir parcouru le cursus en seulement trois ans (de 1929 à 1931), Bonifacio del Carril soutint ensuite (avec mention très honorable) une thèse de doctorat ayant pour sujet l’Unité nationale et le Fédéralisme argentin, laquelle thèse sera publiée plus tard sous la forme d’un livre intitulé Buenos Aires frente al país (littér. Buenos Aires face au pays, 1944).
Il devint ensuite, de 1937 à 1943, professeur d’histoire de l’Amérique, de droit usuel et de pratique judiciaire dans une école de commerce, puis, de 1943 à 1946, directeur de travaux pratiques à l’Institut d’enseignement pratique de la faculté de droit de Buenos Aires, et fut chargé de 1939 à 1943, dans cette même faculté, du cours préparatoire d’histoire argentine. Parallèlement, il travailla comme avocat, comme greffier d’un juge fédéral, comme procureur à la Caisse municipale de Prévoyance sociale, comme auditeur honoraire de l’armée des Andes en campagne à Cuyo pendant le coup d’État de 1955, etc. De juillet 1941 à avril 1944, il dirigea le Movimiento de la Renovación, groupement de jeunesse, de droite et conservateur. À partir de 1947, il fut à la tête de la maison d’édition Emecé Editores S.A.
Il exerça comme sous-secrétaire du ministère de l’Intérieur en 1944 (sous la présidence de Pedro Pablo Ramírez), comme ministre des Relations extérieures en 1962 (sous la présidence de José María Guido), et en 1965 (sous la présidence d’Arturo Illia) comme ambassadeur extraordinaire auprès des Nations unies lors du débat à propos des îles Malouines, lequel débat déboucha sur la résolution 2065, victoire diplomatique pour l’Argentine. Il avait fait partie du groupe de conspirateurs qui fomenta le coup d’État de septembre 1955 contre le président constitutionnel Juan Perón.
Il fut l’avocat et le syndic d’entreprises importantes, avocat-conseil de la Corporación Argentina de Productores de Carnes (Association professionnelle des producteurs de viandes, 1958-1973) et, dans les années 1969, 1970, 1971, 1977 et 1978, juge assesseur de la Cour suprême de justice de la nation.
Il collabora quarante années durant au quotidien La Nación et publia plus de 300 articles et plus de soixante ouvrages et brochures sur la politique, l’histoire, l’art et l’iconographie argentins.
Il fut membre de l’Académie nationale d’histoire, et par trois fois président de l’Académie nationale des beaux-arts d’Argentine, et sera nommé en 1972 académicien correspondant des académies d’histoire d’Espagne, du Chili et du Pérou, et de l’Académie nationale des beaux-arts du Brésil. 
Il préconisa et proposa un certain nombre d’idées dans le domaine tant politique que culturel, dont notamment : le système du ballottage, les élections primaires ouvertes, le mandat présidentiel de quatre ans (au lieu des six ans en vigueur jusqu’en 1994 en Argentine), et la loi de la libre circulation des biens culturels. 
Pendant la dictature autodénommée Processus de réorganisation nationale instaurée en Argentine à la suite du coup d’État civico-militaire de 1976, Del Carril apporta son concours à différentes activités organisées par le gouvernement et visant à améliorer son image à l’étranger, alors fortement entamée par la dénonciation internationale de violations des droits de l’homme. Le gouvernement, mettant en œuvre les recommandations de l’agence américaine de relations publiques Burson-Marsteller d’« utiliser des célébrités spécialement sélectionnées et entraînées pour voyager dans différents pays et d’y parler de l’Argentine et de ce que le pays peut offrir aux touristes », mit sur pied une escorte composée de personnalités connues pour faire cortège au dictateur Jorge Rafael Videla lors de son voyage au Venezuela en 1977. Ainsi Del Carril (en qualité de président de l’Académie nationale des beaux-arts), le pilote de course Juan Manuel Fangio et le prix Nobel de chimie Luis Federico Leloir se laissèrent-ils enrôler dans cette escorte qui le 12 mai 1977 à Caracas accompagna la rencontre entre Videla et le président vénézuélien Carlos Andrés Pérez. 
Il traduisit en espagnol notamment le Petit Prince d’Antoine de Saint-Exupéry et l’Étranger d’Albert Camus.
Il se vit décerner en 1992 le prix Consagración Nacional en ciencias históricas y sociales (littér. Consécration nationale en sciences historiques et sociales).

## Ouvrages de Bonifacio del Carril (sélection)
- Buenos Aires frente al país (1944)
- Los Mendoza (1954)
- Veinte Obras Maestras de la Pintura Contemporánea (1955)
- Reproducciones de Arte (1955)
- Carlos Pellegrini, Tableau Pittoresque de Buenos Ayres, aquarelles et gouaches avec des textes de Carlos Pellegrini et une étude préliminaire de Bonifacio del Carril, Buenos Aires - Paris (1958)
- Crónica interna de la Revolución Libertadora (1959)
- Julio Daufreseu y Alberto Isola, Usos y Costumbres de Buenos Aires, introduction et textes de B. del Carril, Buenos Aires - Paris (1960)
- La expedición Malaspina en los mares americanos del Sur (1961)
- El dominio de las Islas Malvinas (1964)
- Monumenta Iconographica: Paisajes, ciudades, tipos, usos y costumbres de la Argentina 1536-1860 (1964)
- Iconografía del general San Martín (1971)
- Iconografía de Buenos Aires (1982)
- El retorno a la Constitucion (1983) –
- Vote por el mal menor (1983)
- La cuestión de las Malvinas (1982), Biblioteca Argentina de Historia y Política  (ISBN 950-614-445-1)
- La combinación Urquiza/Alsina en las elecciones de 1868 (1982)
- La cuestión de Chile (1984)
- El destierro de Dorrego, 1816, éd. Emecé, Buenos Aires (1986)
- Verdades y Contraverdades (1988)
- Corridas de toros en Buenos Aires (1988)
- Acuarelas de A. A. Vidal (1988)
- Los indios en la Argentina (1992)
- El gaucho (1993).